# 南長井駅
南長井駅（みなみながいえき）は、山形県長井市四ツ谷1丁目にある山形鉄道フラワー長井線の駅である。

## 歴史
- 1960年（昭和35年）5月20日：開業[1][2][3]。気動車の旅客のみを取り扱う駅員無配置駅[4]。
- 1987年（昭和62年）4月1日：国鉄分割民営化に伴い、JR東日本の駅となる[1]。
- 1988年（昭和63年）10月25日：山形鉄道へ移管[1][5]。

## 駅構造
単式ホーム1面1線の地上駅。ホーム中ほどに待合室がある。ホームへの通路（階段）は2か所ある。

## 利用状況
1日平均乗車人員は下記の通りである。
| 乗車人員推移 | 乗車人員推移 |
| 年度         | 1日平均人員  |
| ------------ | ------------ |
| 1997         | 362          |
| 1998         | 357          |
| 1999         | 358          |
| 2000         | 347          |
| 2001         | 326          |
| 2002         | 321          |
| 2003         | 303          |
| 2004         | 305          |
| 2005         | 285          |
| 2006         | 271          |
| 2007         | 266          |
| 2008         | 259          |
| 2009         | 253          |
| 2010         | 260          |
| 2011         | 258          |
| 2012         | 248          |
| 2013         | 225          |
| 2014         | 216          |
| 2015         | 209          |
| 2016         | 206          |
| 2017         | 204          |

## 駅周辺
歩いて2、3分の所に山形県立長井高等学校があり、同校の生徒の利用が多い。また市街地の南端付近で、以前田園だった所に近年スーパーマーケットやドラッグストアなどの商業施設が建った。
- 山形県立長井高等学校
- 長井税務署
- 山形家庭裁判所長井出張所・長井簡易裁判所
- 長井警察署
- 長井あら町郵便局
- 国道287号
- ヨークベニマル 長井小出店
- おーばん 南店
- ヤマザワ 長井店

## 隣の駅
山形鉄道
■フラワー長井線
時庭駅 - 南長井駅 - 長井駅